# Vlastimil Tusar
Vlastimil Tusar (ur. 18 października 1880 w Pradze, zm. 22 marca 1924 w Berlinie) – czechosłowacki polityk, premier Czechosłowacji (1919–1920).

## Życiorys
Ukończył gimnazjum i szkołę handlową, działał w związkach zawodowych, w latach 1903–1908 był redaktorem, a od 1908 do 1911 redaktorem naczelnym tygodnika „Rovnosti” w Brnie. W latach 1911–1918 był socjaldemokratycznym posłem do Rady Cesarstwa. Podczas I wojny światowej początkowo był zwolennikiem proaustriackiej orientacji, później związał się z ruchem na rzecz niepodległości. 27 października 1918 poinformował Aloisa Rašína o odpowiedniej okazji do ogłoszenia niepodległości. W latach 1918–1919 był negocjatorem z władzami austriackimi w Wiedniu, a 8 lipca 1919 został drugim po Karelu Kramáře premierem Czechosłowacji. W jego pierwszym rządzie głównymi partiami były socjaldemokratyczna i agrarna, więc nazwano go czerwono-zieloną koalicją. Po wyborach w kwietniu 1920, wygranych przez socjaldemokratów, Tusar utworzył drugi rząd (również w koalicji z agrarystami). 1 marca 1921 zrezygnował z mandatu poselskiego, po czym został mianowany ambasadorem w Berlinie, gdzie zmarł.